# 柯拉飞虱属
柯拉飞虱属（学名：Coracodelphax）为稻虱科的一个属。

## 下属物种
本属包括以下物种：
- 暗黑柯拉飞虱 Coracodelphax obscurus Vilbaste, 1968